# 沙锅屯乡
沙锅屯乡，是中华人民共和国辽宁省葫芦岛市南票区下辖的一个乡镇级行政单位。

## 行政区划
沙锅屯乡下辖以下地区：
沙锅屯村、双塔沟村、盘道沟村、前富隆山村、后富隆山村、红砬村、孙家湾村、上新安村、下新安村、高家屯村和王西沟村。